# 苟晞
苟 晞（こう き、? - 永嘉5年9月9日（311年10月7日））は、中国西晋の武将、政治家。字は道将。河内郡山陽県の人。西晋を支えて中国各地で蜂起した反乱鎮圧に功績を挙げたが、過酷な法を運用して民衆から恐れられた。

## 生涯

### 西晋に仕官
貧しい家に生まれ、身分は低かったという。
若い頃に司隷部従事に取り立てられ、校尉石鑒によりその才能を高く評価された。やがて東海王司馬越が侍中に任じられた際、司馬越からの招聘を受けて通事令史に任じられた。その後、昇進を重ねて陽平郡太守に任じられた。
永寧元年（301年）、斉王司馬冏が朝政を主管するようになると、苟晞は司馬冏の軍務に参画し、尚書右丞に任じられた。その後、尚書左丞へ移った。彼は諸々の曹の監査に当たり、八座（六曹尚書・尚書令・尚書僕射を指す）を始めとする官員から恐れ憚られたという。
永寧2年（302年）12月、司馬冏が誅殺されると、苟晞は連座により免官となった。しばらくして長沙王司馬乂が驃騎将軍となると、復職して従事中郎に任じられた。
永安元年（304年）、司馬越が恵帝を奉じて成都王司馬穎の征討に向かうと、苟晞は北軍中候に任じられた。だが、遠征軍は敗れて恵帝は捕らわれた。
同年8月、幽州刺史王浚と東嬴公司馬騰が挙兵して司馬穎の本拠地鄴を攻略し、恵帝を洛陽へ帰還させた。この時、苟晞は范陽王司馬虓の下へ逃れ、司馬虓の承制（皇帝に代わって諸侯や守相を任命する事）により行兗州刺史に任じられた。また、時期は不明だが濮陽郡太守にも任じられている。

### 韓信・白起の再来
永興2年（305年）、司馬穎の旧将である公師藩らが河北において挙兵すると、司馬虓の命により苟晞は広平郡太守丁紹と共に討伐に向かい、これを撃破した。光熙元年（306年）、公師藩は白馬から南に渡河して逃亡を図ったが、苟晞は追撃を掛けてこれを討ち取った。
司馬越と河間王司馬顒の対立が激化すると、苟晞は司馬越に従って司馬顒の将軍劉喬を撃破した。さらに西に出征すると、建武将軍呂朗らを討ってその勢力を散亡させた。
永嘉元年（307年）、牧人首領の汲桑が大将軍を自称し、前年に殺害された司馬穎の報復を掲げて挙兵した。5月、汲桑は鄴城を攻め落とし、新蔡王司馬騰を殺害した。6月、汲桑は楽陵に攻め込んで幽州刺史石尟（）を敗死させ、さらに乞活（流民集団）の田禋（）を破った。そのまま兗州へ攻め入ると、太傅司馬越は大いに震え上がり、討伐軍を派遣して苟晞を先鋒とした。苟晞は平原と陽平の間で汲桑配下の石勒と対峙し、睨み合いは数ヶ月に渡った。大小合わせて30を超える戦を繰り広げたが、両軍とも譲らなかった。7月、司馬越は自ら軍を率いて官渡まで乗り出し、苟晞の援護に当たった。汲桑はかねてより苟晞を恐れており、城外に陣を築いて守りを固めていた。苟晞は軍を留めて兵士に休息させ、単騎を敵陣へ派遣すると汲桑の兵士へ、抵抗を続けて残虐な目に遭うか、降伏して丁重に扱われるのとどちらが良いかと脅しを掛けた。汲桑の兵士は大いに恐れ、陣を捨てて夜の間に逃げ出し、城内を堅く守った。8月、苟晞はさらに東武陽において敵軍を破って汲桑を敗走させると、追撃して九つの砦を攻め落とし、敵軍の死者は1万人余りを数えた。汲桑と石勒は敗残兵をかき集めたが、冀州刺史丁紹が赤橋において撃破し、遂にその勢力は散亡した。こうして官軍は鄴を奪還した。
これらの功績により苟晞の威光は大いに高まり、当時の人は彼を韓信や白起に例えた。苟晞は撫軍将軍・仮節・都督青兗諸軍事に昇進し、東平郡侯に封じられ、一万戸を加増された。

### 厳格な政治
苟晞の政務は習熟しており、文書や帳簿が山積しても流れるように裁断・決済を行ったので、彼の目を欺いて不正を働こうと考える者は誰もいなかった。苟晞の従母が頼って来ると、彼は手厚く世話を行った。従母の息子が将に取り立てるよう頼むと、苟晞はこれを拒み「我は王朝の法を司っており、誰であっても多めに見る事はない。君は後悔するようなことがないと言えるのかね?」と答えた。それでも彼が強く頼んだので、苟晞は督護に任じた。後に彼は法律を犯したので、苟晞は規則に則って処刑を断行し、従母が叩頭して許しを求めたが聞き入れなかった。刑が執行されると、喪服に着替えて声をあげて涙を流し「卿を殺したのは兗州刺史であり、今涙を流しているのは苟道将（苟晞の字）である」と言った。彼が法律に厳格である様はこのようなものであった。
苟晞は朝廷の政治が日々乱れているのを見て、禍が自らに及ばぬよう多くの人と交流を深め、珍品を得るといつも洛陽の親しい貴人に贈った。兗州は洛陽から五百里離れているので、贈り物が鮮美でなくなることを恐れ、千里を進む牛を集め、連絡を取り合って朝に出発して夜には帰って来るようにしていた。
司馬越は国家の仇敵を討たんとする苟晞の志を立派であると思い、洛陽に招集して朝堂に登らせ、義兄弟の契りを結んだ。すると、司馬潘滔らは司馬越を諫め、苟晞に要衝の地である兗州を預けるのは危険である事から、彼を青州に移らせて名誉と称号を手厚くし、司馬越自らが兗州を治めるべきである、と進言した。司馬越はこれに同意し、苟晞を征東大将軍・開府儀同三司に任じ、侍中・仮節・都督青州諸軍事を加え、青州刺史を兼任させ、東平郡公に昇格させた。これにより、苟晞と司馬越の関係には亀裂が入った。
苟晞は青州に着任すると、多くの幕僚を配置して元の太守や県令と入れ替え、厳格な法や規則で臨んで政治を正そうとした。その為、毎日のように法を犯した者が容赦なく処刑され、流れた血が川を成すほどであった。人びとは次第に彼の政治に耐え切れなくなり、彼に『屠伯』という蔑称を与えた。
12月、頓丘郡太守魏植は流民に強要され、5・6万人を集めて挙兵し、兗州を大いに荒らし回った。苟晞は出兵すると無塩に駐屯し、弟の苟純に青州を代わりに治めさせた。苟晞は兵を繰り出すと、魏植軍を撃破した。
これより以前の2月、東萊人の王弥は征東大将軍を自称すると、兵を率いて青州・徐州一帯を大いに荒らしまわって太守を殺害していた。司馬越は東萊郡太守鞠羨（）を討伐に当たらせたが、鞠羨は敗れて討ち取られた。苟晞は王弥討伐に赴くと、大勝して王弥の兵を離散させた。永嘉2年（308年）3月、王弥は離散した兵を結集させると再び勢いを盛り返し、苟晞はこれと争うも敗れた。

### 司馬越と対立
司馬潘滔（）や尚書劉望らは共謀し、苟晞を誣告して陥れようとした。苟晞はこれに怒り、上表して潘滔らを処刑するよう求め、また司馬越の従事中郎劉洽（）を自らの軍司とするよう請うたが、司馬越はいずれも拒絶した。苟晞はこれを受けて「司馬元超（司馬越の字）は皇室の藩屏の宰相でありながら公平を欠き、天下を混乱させている。苟道将（苟晞の字）がどうして不義の者に仕えようか。韓信は衣食の恵に耐えられずに婦人によって殺害された。今こそ国賊を誅殺し、王室を奉るのだ。そうすれば桓公や文公といえども遠い存在とはならんぞ!」と言い放ち、諸州に檄を飛ばして司馬越の罪を並べ立てた。懐帝もまた司馬越の専横を憎んでいたので、詔して苟晞が主導となって諸州郡と協力して各地の反乱鎮圧に当たるよう告げた。苟晞はまた諸々の有力な将軍や州郡に文書を送り、結束して逆賊を討つよう告げた。
永嘉4年（310年）10月、漢の王弥と石勒が洛陽を攻撃すると、懐帝は苟晞に討伐を命じた。同時期、漢の行安東将軍曹嶷（）が苟純の守る臨淄を包囲した。苟純は城を閉じて堅守すると、曹嶷は包囲を強めてその陣営は数十里に渡って連なった。洛陽に向かっていた苟晞は、これを聞くと軍を転進して救援に向かい、曹嶷の兵士たちはその威名を大いに恐れた。苟晞は兵を繰り出すと曹嶷を幾度も撃破した。
永嘉5年（311年）1月、曹嶷は残軍を纏めて再び苟晞と争い、苟晞は精鋭で迎え撃ち、両軍は臨淄の郊外で激突した。ちょうどこの時、一陣の大風が巻き起こり塵を巻き上げ、辺りの視界が急激に遮られた。この時にちょうど曹嶷から攻撃を受け、苟晞は敗れた。苟晞は夜中に逃走を図ったが、曹嶷の追撃により多くが降伏した。苟晞は高平まで撤退し、数千人の兵をかき集めて軍を立て直した。
司馬越が石勒討伐を掲げて洛陽を出奔すると、懐帝は苟晞に密詔を与えて司馬越討伐を命じた。苟晞は一度は渋ったが、再び密詔が届けられると遂に討伐を決心した。司馬越は苟晞と懐帝に謀略がある事を疑い、成皋関に騎兵を巡回させて苟晞の使者を捕らえた。これにより詔令や朝書を得たので、その謀略が知れ渡る事となった。司馬越は出征して豫州を押さえ、苟晞討伐を目論んだ。檄を飛ばして苟晞の罪状を述べ、従事中郎楊瑁（）を兗州に派遣し、徐州刺史裴盾と共に苟晞を攻撃させた。苟晞は機先を制し、騎兵を派遣すると河南尹潘滔を捕らえた。潘滔は夜中に逃走したが、苟晞はさらに尚書劉曽・侍中程延を捕らえると、これを処刑した。3月、司馬越は憂憤のうちに項城で急死した。苟晞は詔により、大将軍・大都督・青徐兗豫荊揚六州諸軍事に任じられ、二万戸を加増された。さらに、黄鉞を加えられ、以前の官職は継続とされた。

### 皇太子擁立と最期
洛陽では飢饉が日を追うごとにひどくなり、漢の軍勢が次々と侵攻するようになったので、苟晞は上表して倉垣へ遷都するよう請うた。また、従事中郎劉会に船数十艘と護衛五百人を率いさせ、穀千斛を献上して懐帝を迎えさせようとした。懐帝は同意したが、公卿は洛陽で築いた財産を惜しんでいたので中々実行に移されなかった。
6月、漢の攻勢により洛陽が陥落すると、苟晞は王讃と共に倉垣に駐屯した。豫章王司馬端が苟晞の下へ逃げてくると、苟晞は群臣を率いて司馬端を奉じて皇太子に立て、行台（臨時の政府）を置いた。司馬端は承制し、苟晞を領太子太傅・都督中外諸軍事・録尚書事に任じ、倉垣から蒙城に駐屯させた。
苟晞の刑罰や法律はあまりにも過酷であったので、元遼西郡太守閻亨は文書で強く諌めたが、幾度も繰り返されると苟晞は怒って殺した。従事中郎明預は病床に伏せていたが、この一件を聞くと車で苟晞に会いに行って諫めたが、苟晞はこの諫言に耳を貸さなかったので、人心は次第に離れていった。加えて疫病と飢饉が起こったので、配下の温畿や傅宣は彼に反旗を翻した。
石勒が陽夏を攻めて王讃を滅ぼすと、そのまま蒙城を攻撃した。苟晞は敗れて捕らえられ、司馬端もまた捕えられた。苟晞は首を鎖でつながれたが、後に左司馬に任じられた。
9月、苟晞は王讃と共に反乱を起こそうと目論んだが、事前に発覚してしまい、弟の苟純と共に処刑された。石勒の気が変わって危険分子として殺害されたともいわれる。

## 評価
苟晞は貧窮の家より身を起こし、王朝に対しては忠実、軍を率いて戦えば優秀であったが、法の運用面では厳格が過ぎ、公平ではあったものの彼の周囲では処刑される者が続出し、大勢の恨みを買ったという。